# Slaget vid Halys
Slaget vid Halys, även kallat förmörkelseslaget, var det sista slaget mellan Medien och Lydien i det sex år långa medo-lydiska kriget. Slaget skall enligt moderna astronomer ha utkämpats den 28 maj 585 f.Kr. Enligt Herodotos skall slaget ha avbrutits av en solförmörkelse vilket ansågs som ett omen och de båda rikena slöt därefter fred. 

## Slaget
Herodotos skriver följande om kriget och slaget:
"Efteråt, när Alyattes (kung av Lydien) vägrade överge sina vasaller vilket Kyraxares (kung av Medien) krävt av honom bröt ett krig ut mellan Lydien och Medien och kriget varade i fem år med varierande stridslycka för båda sidorna. Medierna vann många segrar över lydierna och lydierna vann i sin tur många segrar över medierna. Bland deras många strider skedde en på natten men den slutade oavgjort så i krigets sjätte år skedde ännu en strid. Just när striden började hetta till ändrades dag till natt vilket förespåtts av Thales av Miletos till Ionerna, han hade markerat det för exakt det år då det skedde. När medierna och lydierna såg förändringen slutade de strida och båda sidorna ville genast besluta om fred."
Som del av fredsavtalet beslutades att Alyattes dotter Aryenis skulle gifta sig med Kyaxares son Astyages samt att Halysfloden skulle utgöra gränsen för de två rikena.

## Problem med Herodotos skrifter
Cicero nämner att Thales var den förste personen som förutsåg en solförmörkelse. Han placerar dock solförmörkelsen under Astyages tid som Mediens konung vilket i enligt Herodotos skrifter i sådant fall innebär att solförmörkelsen skedde efter slaget vid Halys. Cicero förklarar dock detta med att  Astyages krönts till Mediens kung under kriget och att han därmed var kung vid tiden för slaget.
Plinius den äldre skriver även han att Thales förutsåg solförmörkelsen under Astyages tid som kung av Medien men nämner inte slaget eller det Medo-lydiska kriget.
Moderna astronomer har beräknat att den solförmörkelse som omtalas i Herodotos skrifter bör vara den som skedde den 28 maj 585 f.Kr. vilket i sådant fall ger ett exakt datum för slaget. Platsen för slaget har historiker angett som någonstans vid Halysfloden då den under perioden låg i gränslandet mellan Medien och Lydien, att notera är att inga antika källor berättar om vart slaget faktiskt stod.. Författaren Isaac Asimov som även sysslade en hel del med populärvetenskap skall ha noterat att detta är första gången i nedskriven historia som en solförmörkelse förutsetts av någon.
Det finns dock flera problem med Herodotos skrifter och "Thales solförmörkelse" 
1. Många historiker menar att kunskapen om astronomi 585 f.Kr. inte var tillräcklig för att Thales skulle kunna göra en förutsägelse om när en solförmörkelse skulle ske.[7]
2. Solförmörkelsen skall ha varit synlig i Anatolien först på kvällen strax innan solnedgången. Det var väldigt ovanligt för antika slag att utkämpas på kvällen, än mindre påbörjas på kvällen.[7]
3. Enligt listan över mediska kungar och deras regentlängd, som Herodotos själv skrivit, avled Kyaxares 595 f.Kr. vilket är tio år innan datumet för solförmörkelsen. Detta bevisar till viss del Cicero och Pilinus skrifter om att Astyages var kung av Medien när solförmörkelsen skedde. Till skillnad från vad Cicero skriver måste Astyages ha varit kung av Medien redan innan kriget, detta om man utgår från att Herodotos har rätt om att kriget pågick i cirka 6 år. I andra skrifter skriver Herodotos dock att Kyaxares dog 585 f.Kr.[8]